# 金善佑
金 善佑（キム・ソヌ、朝鮮語: 김선우、1915年6月8日〈陰暦4月26日〉 - 1987年6月1日〈陰暦5月5日〉）は、日本統治時代の朝鮮および大韓民国の実業家、陸軍軍人、政治家。第3・4代韓国国会議員。
本貫は光山金氏で、金万増の直系の子孫である。字は祐補、号は午山。母は韓山李氏で、李穡の末裔である。先妻は全州李氏で、李璵の末裔である。

## 経歴
日本統治時代の忠清北道報恩郡出身。報恩公立普通学校（現・報恩三山初等学校）卒、防衛訓練学校1期生。中央旅客自動車会社社長、忠清南道警技師、予備役陸軍少尉、独促国民会報恩郡副支部長、大同青年団中央執行委員、大韓反共総連盟報恩郡委員、自由党結党発起人・報恩郡党委員長・中央党調査部次長・中央委員などを務めた。国会議員2期務めた後、5・16軍事クーデター以降は自由党の再建に尽力し、その後は新民党に加わった。
1987年6月1日、持病によりソウル市内の延世大セブランス病院で死去。享年72。